# Júpiter LX

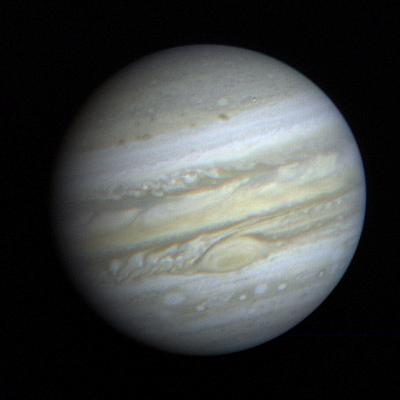
Planeta Júpiter

Júpiter LX, originalmente conhecido como S/2003 J 3, é um pequeno satélite natural do planeta Júpiter com apenas 2 km de diâmetro.